# Santa Cruz (Galapagos)
Santa Cruz (ang. Indefatigable) – wyspa w archipelagu Galapagos, należącym do Ekwadoru. Jest to druga co do wielkości wyspa archipelagu, zamieszkana przez około 12 000 mieszkańców. Nazwa w języku hiszpańskim oznacza „Święty Krzyż”, nazwa angielska pochodzi od okrętu HMS Indefatigable.

## Geologia

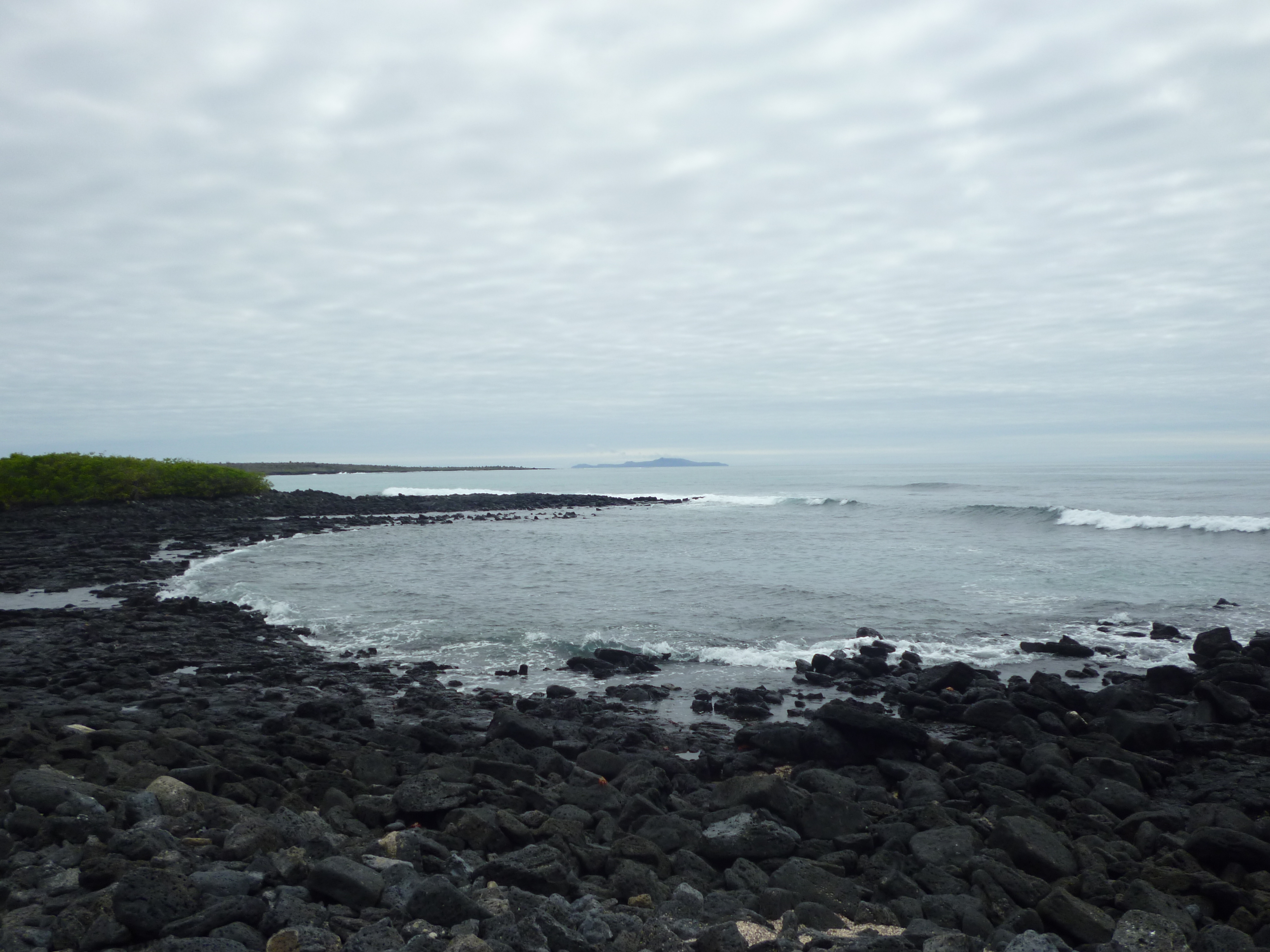
Skały wulkaniczne na wybrzeżu wyspy

Santa Cruz jest wyspą pochodzenia wulkanicznego, choć jej wulkany już wygasły. Leży w centrum archipelagu; aktywność wulkaniczna przeniosła się obecnie w kierunku zachodnim. Jej najwyższy szczyt osiąga wysokość 864 m n.p.m.

## Miasta
Santa Cruz jest najbardziej zaludnioną wyspą archipelagu. Głównym miastem jest port Puerto Ayora, główny węzeł turystyczny w archipelagu. Znajduje się w nim stacja naukowa im. Karola Darwina (hiszp. Estación Científica Charles Darwin). Na wilgotnych wyżynach wyspy znajdują się mniejsze miasta Bellavista i Santa Rosa, których mieszkańcy zajmują się hodowlą bydła i uprawą roślin.

## Fauna i flora

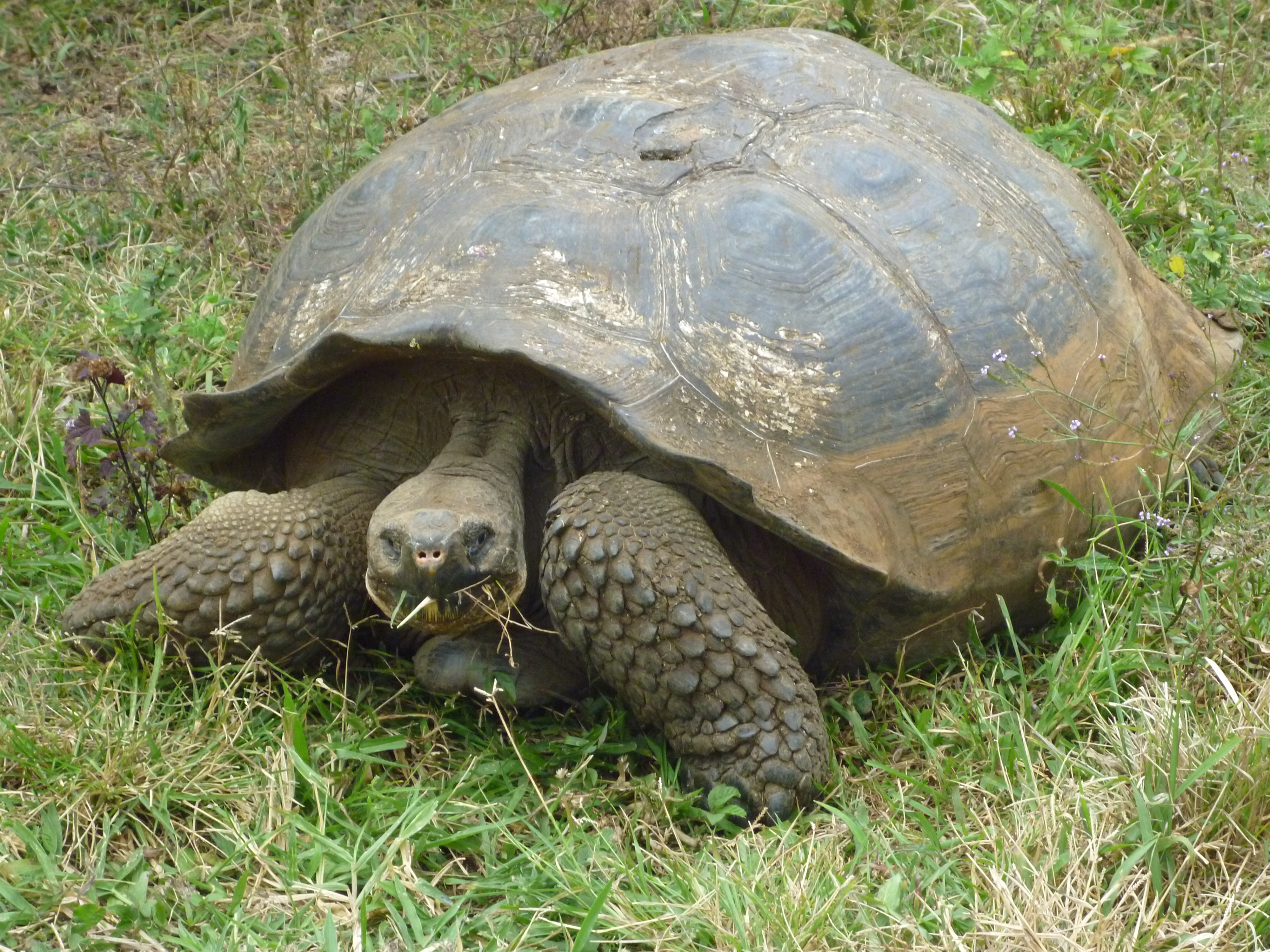
Żółw słoniowy z wyspy Santa Cruz

Duże zaludnienie Santa Cruz i ruch turystyczny zwiększa zagrożenie introdukcją obcych gatunków. Na wyspie występują m.in. żółwie słoniowe z lokalnego podgatunku Chelonoidis nigra porteri, oraz ptaki takie jak: uszatka ciemnolica Asio flammeus galapagoensis, zięby Darwina, żarek galapagoski (Pyrocephalus nanus), lasówka rdzawołbista Setophaga petechia aureola, derkaczyk galapagoski Laterallus spilonota, derkacznik pstrodzioby Mustelirallus erythrops i gołębiak plamisty Zenaida galapagoensis.